# Vranovská Ves
Vranovská Ves (in tedesco Frainersdorf) è un comune della Repubblica Ceca facente parte del distretto di Znojmo, in Moravia Meridionale.